# Columbus (Georgia)
Columbus è un comune (city) degli Stati Uniti d'America e capoluogo della contea di Muscogee nello Stato della Georgia. La popolazione era di 189 885 persone al censimento del 2010, il che la rende la terza città più popolosa dello stato. Columbus si trova 100 miglia (160 km) a sud-ovest di Atlanta. È nota per essere la sede di Fort Benning, un centro di addestramento dello United States Army.

## Geografia fisica
Secondo lo United States Census Bureau, ha un'area totale di 220,8 miglia quadrate (572 km²).
Columbus è una delle tre Fall Line Cities della Georgia, insieme ad Augusta e Macon. La Fall Line è dove le terre collinari dell'altopiano piemontese incontrano il terreno pianeggiante della pianura costiera. Come tale, Columbus ha un paesaggio variegato di dolci colline sul lato nord e pianure piatte a sud. La linea di caduta provoca il rapido declino dei fiumi nell'area verso il livello del mare. I mulini tessili furono stabiliti qui nel XIX e all'inizio del XX secolo per sfruttare la forza dell'acqua delle cascate.
L'Interstate 185 corre da nord a sud attraverso il centro della città, con nove uscite all'interno della contea di Muscogee. La I-185 corre a nord per circa 80 km dal suo inizio fino a un incrocio con la I-85 appena ad est di LaGrange e 80 km a sud-ovest di Atlanta. La US Route 27, la US Route 280 e la Georgia State Route 520 (nota come South Georgia Parkway) si incontrano tutte all'interno della città. La US Route 80 attraversa la parte settentrionale della città, conosciuta localmente come J.R. Allen Parkway; La US Route 27 alternativa e la Georgia State Route 85 corrono a nord-est della città, conosciuta localmente come Manchester Expressway.
La città si trova a 32 ° 29′23 ″ N 84 ° 56′26 ″ W. 
Secondo l'US Census Bureau, la città ha un'area totale di 221,0 miglia quadrate (572 km²), di cui 216,3 miglia quadrate (560 km²) sono terrestri e 4,7 miglia quadrate (12 km²) (2,14%) sono coperte dall'acqua.
Clima
Columbus ha un clima subtropicale umido. Le temperature estive diurne raggiungono spesso massime nella metà di 90 °F e basse temperature nella media invernale negli anni '30 superiori. Columbus è spesso considerata una linea di demarcazione o "limite di neve naturale" degli Stati Uniti sudorientali con aree a nord della città che ricevono nevicate ogni anno, con aree a sud che di solito non ricevono nevicate ogni anno o per niente. Columbus si trova all'interno della zona di resistenza USDA 8b nel centro della città e nella zona 8a nei sobborghi.

## Storia
Columbus venne fondata nel 1828 e prende il nome da Cristoforo Colombo (Christopher Columbus in inglese). Dal 2001 il governo cittadino e quello della contea sono stati unificati. La cosa ha portato anche all'annessione della cittadina di Bibb City, in precedenza autonoma.
Gli inizi
Questo è stato per secoli e più il territorio tradizionale degli indiani Creek, che divenne noto come una delle cinque tribù civilizzate del sud-est dopo il contatto europeo. Coloro che vivevano più vicini alle aree occupate dai bianchi conducevano un considerevole commercio e adottarono alcuni modi europeo-americani.
Fondata nel 1828 da un atto della Legislatura della Georgia, Colombus si trovava all'inizio della parte navigabile del fiume Chattahoochee e sull'ultimo tratto della Federal Road prima di entrare in Alabama. La città prende il nome da Cristoforo Colombo. Il piano della città è stato elaborato dal Dr. Edwin L. DeGraffenried, che ha collocato la città su una scogliera a picco sul fiume. Dall'altra parte del fiume a ovest, dove ora si trova Phenix City, Alabama, Creeks viveva ancora fino a quando non furono rimossi con la forza nel 1836 dal governo federale per far posto ai coloni europeo-americani.
Il fiume fungeva da collegamento di Colombo con il mondo, in particolare consentendogli di spedire i suoi raccolti di cotone di base dalle piantagioni al mercato internazionale del cotone attraverso New Orleans e, infine, Liverpool, in Inghilterra. L'importanza commerciale della città aumentò negli anni '50 dell'Ottocento con l'arrivo della ferrovia. Inoltre, lungo il fiume si svilupparono mulini tessili, portando l'industria in un'area dipendente dall'agricoltura. Nel 1860, la città era uno dei centri industriali più importanti del sud, guadagnandosi il soprannome di "Lowell del sud", in riferimento a un'importante città tessile del Massachusetts. 
Guerra Civile e Ricostruzione
Quando scoppiò la guerra civile nel 1861, le industrie di Colombus ampliarono la loro produzione; questo divenne uno dei centri industriali più importanti della Confederazione. Durante la guerra, Colombus si classificò secondo a Richmond nella produzione di rifornimenti per l'esercito confederato. La Eagle Manufacturing Company produceva tessuti di vario tipo, ma soprattutto lana per le uniformi confederate. La Columbus Iron Works produceva cannoni e macchinari, Greenwood e Gray producevano armi da fuoco e Louis ed Elias Haimon producevano spade e baionette. Imprese più piccole fornivano munizioni e articoli vari. Quando la guerra divenne negativa, ognuno di loro dovette affrontare carenze in difficoltà crescenti di materie prime e manodopera qualificata, oltre a peggiorare le opportunità finanziarie. Oltre ai tessuti, la città aveva una ferriera, una fabbrica di spade e un cantiere navale per la marina confederata.
Ignari della resa di Lee a Grant e dell'assassinio di Abraham Lincoln, Unione e Confederati si scontrarono nella battaglia di Colombo, in Georgia, la domenica di Pasqua, il 16 aprile 1865, quando un distaccamento dell'Unione di due divisioni di cavalleria al comando del Magg.Gen.James H. Wilson ha attaccato la città leggermente difesa e ha bruciato molti degli edifici industriali. John Stith Pemberton, che in seguito sviluppò la Coca-Cola a Columbus, fu ferito in questa battaglia. Anche il colonnello Charles Augustus Lafayette Lamar, proprietario dell'ultima nave di schiavi in America, fu ucciso qui. Un indicatore storico eretto a Colombo fa notare che questo era il sito della "battaglia dell'ultima terra nella guerra dal 1861 al 1865".
La ricostruzione iniziò quasi immediatamente e seguì la prosperità. Furono ripristinate fabbriche come la Eagle e la Phenix Mills e l'industrializzazione della città portò a una rapida crescita; la città ha superato il suo piano originale. La Springer Opera House è stata costruita sulla 10th Street, attirando personaggi famosi come lo scrittore irlandese Oscar Wilde. Lo Springer è ora il teatro ufficiale di Stato della Georgia.
Al tempo della guerra ispano-americana, la modernizzazione della città includeva l'aggiunta di carrelli che si estendevano ai quartieri periferici come Rose Hill e Lakebottom e un nuovo acquedotto. Il sindaco Lucius Chappell ha anche portato nella zona un campo di addestramento per i soldati. Questo campo di addestramento chiamato Camp Benning divenne l'attuale Fort Benning, dal nome del generale Henry L. Benning, nativo della città.
Giornata Commemorativa Confederata
Nella primavera del 1866, la Ladies Memorial Association of Columbus approvò una risoluzione per mettere da parte un giorno all'anno per commemorare i morti confederati. Il segretario dell'associazione, la signora Charles J. (Mary Ann) Williams, è stato invitato a scrivere una lettera invitando le donne di ogni stato del sud a unirsi a loro nell'osservanza.  La lettera fu scritta nel marzo 1866 e inviata ai rappresentanti di tutte le principali città del sud, comprese Atlanta, Macon, Montgomery, Memphis, Richmond, St. Louis, Alessandria, Columbia e New Orleans. Questo fu l'inizio del lavoro influente delle organizzazioni femminili per onorare i caduti in guerra.
La data per la vacanza è stata scelta da Elizabeth "Lizzie" Rutherford Ellis. Ha scelto il 26 aprile, il primo anniversario della resa finale del generale confederato Johnston al generale dell'Unione Sherman a Bennett Place, nella Carolina del Nord. Per molti nel Sud, quell'atto segnò la fine ufficiale della Guerra Civile. 
Nel 1868, il generale John A. Logan, comandante in capo della Union Civil War Veterans Fraternity chiamata Grande Armata della Repubblica, lanciò la festa del Memorial Day che è stata osservata in tutti gli Stati Uniti. La moglie del generale Logan ha detto che aveva preso in prestito dalle pratiche del Confederate Memorial Day. Ha scritto che Logan "ha detto che non era troppo tardi per gli uomini dell'Unione della nazione seguire l'esempio del popolo del Sud nel perpetuare la memoria dei loro amici che erano morti per la causa che ritenevano giusta e giusta". 
Mentre due dozzine di città in tutto il paese affermano di aver originato la festa del Memorial Day, Bellware e Gardiner stabiliscono fermamente che la festa è iniziata a Columbus. In The Genesis of the Memorial Day Holiday in America, mostrano che la chiamata della Columbus Ladies Memorial Association ad osservare un giorno ogni anno per decorare le tombe dei soldati ha inaugurato un movimento prima nel sud e poi nel nord per onorare i soldati morti durante il Guerra civile. 
Ventesimo secolo
Con l'espansione della città, i leader fondarono un'università, fondarono il Columbus College, un'istituzione di due anni, che in seguito fu sviluppata come Columbus State University, ora un centro completo di istruzione superiore.
Il governo della città si è consolidato con la contea nel 1971, il primo del suo genere in Georgia (e uno dei soli 16 negli Stati Uniti all'epoca).
Espandendosi sulla sua base industriale di fabbriche tessili, la città è la sede della sede di Aflac, Synovus e TSYS.
Durante gli anni '60, '70 e '80, la costruzione sovvenzionata di autostrade e periferie portò ad allontanare le classi medie e alte, con degrado urbano, fuga bianca e prostituzione in gran parte del centro di Columbus e dei quartieri adiacenti. I primi sforzi per fermare il graduale deterioramento del centro sono iniziati con il salvataggio e il restauro della Springer Opera House nel 1965. È stato designato come il Teatro di Stato della Georgia, contribuendo a innescare un movimento di conservazione storica della città. Questo ha documentato e conservato vari quartieri storici dentro e intorno al centro.
Tra la fine degli anni '60 e l'inizio degli anni '70, furono costruiti grandi quartieri residenziali per accogliere i soldati di ritorno dalla guerra del Vietnam e per quelli associati a Ft. Benning. Questi vanno da Wesley Woods a Leesburg a Brittney e Willowbrook e gli esclusivi Sears Woods e Windsor Park. Sono stati ripuliti ampi tratti di aree degradate. Un moderno Columbus Consolidated Government Center è stato costruito nel centro della città. Tra la metà e la fine degli anni '90 seguì un periodo significativo di rinnovamento e rivitalizzazione urbana.
Con questi miglioramenti, i residenti e le aziende sono stati attratti da aree precedentemente degradate. I progetti municipali hanno incluso la costruzione di un complesso di softball, che ha ospitato la competizione olimpica di softball del 1996; costruzione del Chattahoochee RiverWalk; costruzione del National Civil War Naval Museum a Port Columbus, costruzione del Coca-Cola Space Science Center, l'ampliamento del Columbus Museum e miglioramenti stradali per includere un nuovo ponte del centro che attraversa il fiume Chattahoochee fino a Phenix City. Durante la fine degli anni '90, l'attività commerciale si espanse a nord del centro lungo il corridoio I-185.
Ventunesimo secolo
Durante gli anni 2000, l'espansione e la conservazione storica sono continuate in tutta la città. South Commons è stato rivitalizzato. Questa zona combina il complesso delle competizioni olimpiche di softball del 1996, l'A. J. McClung Memorial Stadium, il Golden Park, il Columbus Civic Center e il Jonathan Hatcher Skateboard Park, recentemente aggiunto. Il National Infantry Museum è stato costruito a South Columbus, situato fuori dal cancello principale di Fort Benning.
Columbus ha un centro per le belle arti e lo spettacolo. RiverCenter for the Performing Arts, inaugurato nel 2002, ospita il dipartimento di musica della Columbus State University. Nel 2002, i dipartimenti di arte e teatro di Columbus State si sono trasferiti in luoghi del centro. Tali iniziative hanno fornito a Columbus una nicchia culturale e un'architettura vivace e moderna mescolata alle vecchie facciate in mattoni.
La campagna "Ready to Raft 2012" è un progetto che ha creato circa 700 nuovi posti di lavoro e si prevede che porterà 42 milioni di dollari all'anno nell'area di Columbus. Il progetto ha portato al più lungo luogo di rafting urbano al mondo. Questo, oltre ad altre attrazioni turistiche all'aperto e al coperto, ha portato a circa 1,8 milioni di visitatori a venire a Columbus durante l'anno fiscale 2015, secondo il Columbus Convention and Visitors Bureau. 
Nei prossimi anni, la città prevede che altri 30 000 soldati verranno addestrati ogni anno a Fort Benning a causa del riallineamento della base e della chiusura di altre strutture. Di conseguenza, si prevede che Colombo subirà un notevole aumento della popolazione.

## Paesaggio urbano
Columbus è diviso in cinque aree geografiche:
1. Downtown, a volte chiamato anche "Uptown" (sebbene "Uptown" sia in realtà il titolo dato sia a un'organizzazione senza scopo di lucro che opera per incoraggiare la crescita e lo sviluppo dell'area o il "rinnovamento urbano" nella città e anche all'effettiva area fisica di tale sviluppo stesso, che è una sottosezione in espansione del distretto del centro situato nelle aree da Broadway al fiume Chattahoochee) è il quartiere centrale degli affari della città e ospita più distretti storici, case e chiese, come il Columbus Historic Riverfront Industrial District , la Casa Mott e la Chiesa della Sacra Famiglia.
2. East Columbus è un'area prevalentemente residenziale situata a est di MidTown.
3. MidTown è un'area residenziale e commerciale situata direttamente ad est del centro; sono stati designati diversi quartieri storici. È la sede della sede aziendale di Aflac.
4. North Columbus, chiamato anche Northside, è un'area suburbana diversificata, sede di quartieri e suddivisioni consolidate, come Green Island Hills e Oldtown. Ha più aree per lo shopping e lo stile di vita.
5. South Columbus si trova appena a sud della regione di MidTown e direttamente a nord di Fort Benning. È il sito del National Infantry Museum, che onora la storia delle forze di fanteria nell'esercito degli Stati Uniti. Il museo si trovava qui nel tentativo di introdurre posti di lavoro e attirare i visitatori per stimolare una varietà di attività. Ha avuto bar, honky tonks e altre attività che attirano i giovani soldati maschi di Fort Benning.

Città e paesi circostanti
L'area metropolitana di Columbus comprende quattro contee in Georgia e una in Alabama. L'area statistica combinata Columbus-Auburn-Opelika, GA-AL comprende altre due contee in Alabama. Una stima del censimento del 2013 ha mostrato 316 554 nell'area metropolitana, con 501 649 nell'area statistica combinata.

## Società

### Evoluzione demografica
Secondo il censimento del 2010, c'erano 189 885 persone.

### Etnie e minoranze straniere
Secondo il censimento del 2010, la composizione etnica della città era formata dal 46,3% di bianchi, il 45,5% di afroamericani, il 2,2% di nativi americani, lo 0,2% di asiatici, lo 0,14% di oceaniani, e l'1,90% di altre razze. Ispanici o latinos di qualunque razza erano il 6,4% della popolazione.

## Arte e cultura
Punti di interesse
Musei
- Fondato nel 1953, il Columbus Museum (accreditato dall'American Alliance of Museums) contiene manufatti della storia regionale e opere d'arte americana. Ospita mostre della sua collezione permanente e mostre temporanee. È il più grande museo di arte e storia della Georgia.
- Columbus ospita il National Civil War Naval Museum a Port Columbus, una struttura di 3700 m² aperta nel 1962. Presenta due navi militari, uniformi, attrezzature e armi originali della Guerra Civile usate dall'Unione e Marine confederate.
- Il Coca-Cola Space Science Center è stato aperto nel 1996 per scopi di istruzione pubblica in scienza, fisica e astronomia. Include quattro simulatori di volo e un planetario.
- Il National Infantry Museum and Soldier Center è stato inaugurato nel giugno 2009; include schermate relative alla storia della fanteria dalla fondazione della nazione ad oggi. Il suo teatro IMAX viene utilizzato per mostrare film correlati e produzioni speciali.
- Il Bo Bartlett Center è un museo e una galleria di oltre 18 000 piedi quadrati. La sede ospita una mostra permanente di dipinti su larga scala del nativo di Colombo, Bo Bartlett, oltre a mostre rotanti di rinomati artisti contemporanei.
- Il W.C. Il Bradley Museum è un museo d'arte di 11 000 piedi quadrati che ospita la collezione d'arte del W.C. Bradley Company. Artisti degni di nota nella collezione includono Bo Bartlett e Garry Pound.

Shopping
Columbus è servito da un importante centro commerciale al coperto, Peachtree Mall, che è ancorato dai principali grandi magazzini Dillard's, Macy's e J.C. Penney. La superficie totale al dettaglio è di 821000 ft² (76300 m²). I principali centri commerciali includono Columbus Park Crossing, aperto nel 2003, e The Landings, aperto nel 2005. Columbus è servito anche da The Shoppes at Bradley Park, un lifestyle center.
MidTown contiene due dei primi centri commerciali suburbani della città (il Village on 13th e St. Elmo), entrambi recentemente ristrutturati e che offrono negozi, ristoranti e servizi locali.
Sedi principali
Di seguito è riportato l'elenco dei principali luoghi della città di Columbus:
- AJ McClung Memorial Stadium, uno stadio di calcio, è stato il sito delle partite di calcio tra i Georgia Bulldogs e gli Auburn Tigers (la più antica rivalità del profondo sud) dal 1916 al 1958. È diventato la sede del Pioneer Bowl di football universitario nel dicembre 2010, e ospita giochi annuali di rivalità tra la Tuskegee University e il Morehouse College, nonché tra Albany State University e Fort Valley State University.
- Il Bradley Theatre, un teatro per spettacoli, è stato aperto a metà del 1940 dalla Paramount Pictures.
- Columbus Civic Center, un'arena polivalente da 10 000 posti aperta nel 1996. È l'arena principale utilizzata per concerti ed eventi sportivi professionali a Columbus. La squadra di calcio indoor Columbus Lions e la squadra di hockey su ghiaccio Columbus River Dragons chiamano entrambe la sede del Civic Center.
- Golden Park, uno stadio di baseball da 5 000 posti, è l'ex casa del Columbus Catfish e della lega minore Columbus Redstixx. È stato anche il sito degli eventi di softball delle Olimpiadi estive del 1996 che si sono svolte nella città di Columbus. Inaugurato nel 1926, è il più antico parco di baseball della città.
- RiverCenter for the Performing Arts, un moderno teatro per spettacoli da 2 000 posti, aperto per la prima volta nel 2002 ed è gestito dall'organizzazione senza scopo di lucro di Columbus RiverCenter Inc. Il teatro è comunemente utilizzato per eventi locali e occasionalmente utilizzato per spettacoli riconosciuti a livello nazionale.
- Lo Springer Opera House, uno storico teatro per spettacoli dal vivo situato nel centro cittadino, fu inaugurato all'inizio del 1871. L'ex presidente degli Stati Uniti Jimmy Carter lo proclamò Teatro di Stato della Georgia per la stagione 1971-1972. Il legislatore ha reso la designazione permanente nel 1992.